# 菲卡拉
菲卡拉（義大利語：Ficarra），是意大利西西里大区墨西拿廣域市的一个市镇。总面积18平方公里，人口1619人，人口密度89.9人/平方公里（2009年）。ISTAT代码为083020。

## 友好城市
- 義大利维杰瓦诺